# Жадуль, Теодор
Теодо́р Жаду́ль (фр. Théodore Jadoul; 1848 — ?) — бельгийский дирижёр, пианист и композитор.

## Биография
Один из организаторов «Русского музыкального клуба» в Льеже. В 1885 году дирижировал в этом городе двумя русскими концертами, организованными Луизой де Мерси-Аржанто. Был пропагандистом русской музыки, особенно своего друга Александра Бородина, посвятившего Жадулю Скерцо as_dur (1885).